# بونيون أطلسي
البونيون الأطلسي (باللاتينية: Bunium atlanticum) نوع نباتي ينتمي إلى جنس البونيون من الفصيلة الخيمية.

## البيئة والانتشار
موطن هذا النوع المغرب العربي.